# Drymeia glacialis
Drymeia glacialis är en tvåvingeart som först beskrevs av Camillo Rondani 1866.  Drymeia glacialis ingår i släktet Drymeia och familjen husflugor.
Artens utbredningsområde är Italien. Inga underarter finns listade i Catalogue of Life.